# Estreptomicina

Estrutura química da estreptomicina. (Código ATC:
J01G A01.)

A estreptomicina foi o primeiro agente específico efetivo no tratamento da tuberculose. Foi também uns dos primeiros aminoglicosídeos descobertos. É um antibiótico bactericida de pequeno espectro.
Foi descoberta pela equipe liderada pelo bioquímico norte-americano Selman Abraham Waksman, em 19 de outubro de 1943, a partir da actinobacteria Streptomyces griseus, revelando-se um antibiótico relativamente inócuo para o homem, com excelentes resultados na luta contra a tuberculose quando combinado com a quimioterapia.
A sua descoberta valeu a Waksman o Prêmio Nobel de Medicina, em 1952.